# 滋賀県道300号高島停車場線
滋賀県道300号高島停車場線（しがけんどう300ごう たかしまていしゃじょうせん）は、滋賀県高島市を通る一般県道である。

## 概要
JR西日本湖西線 近江高島駅前から高島市勝野に至る。
高島市内最南端にある駅の駅前通り。近江高島駅口交差点から勝野交差点までの区間は旧国道161号である。

### 路線データ
- 起点：高島市勝野（JR西日本湖西線 近江高島駅前）
- 終点：高島市勝野（勝野交差点、滋賀県道296号畑勝野線・滋賀県道558号高島大津線交点）
- 総延長：1.0 km

## 地理

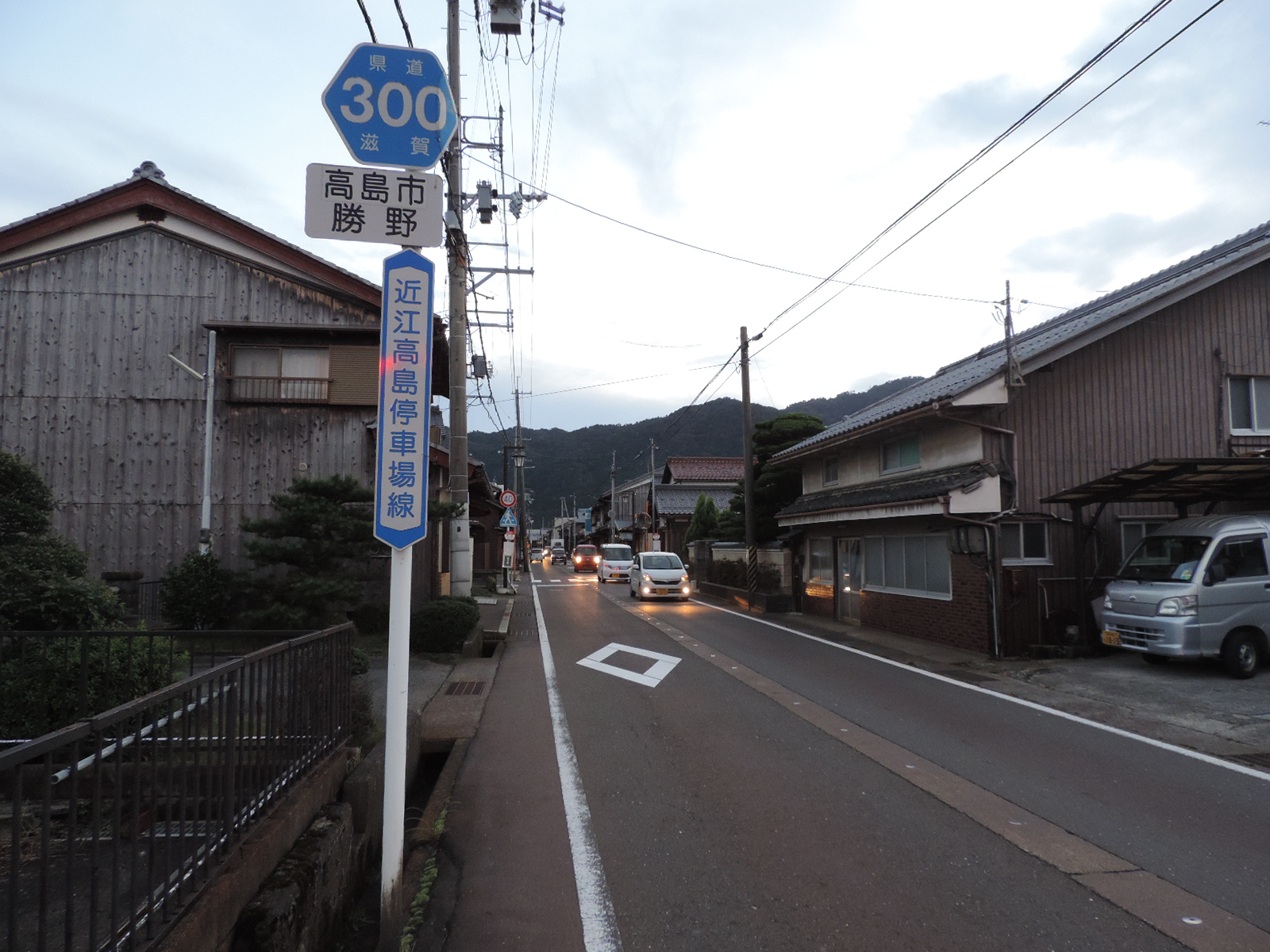
滋賀県道300号近江高島停車場線。勝野交差点から南（上り線）を臨む。
2017年10月撮影

### 通過する自治体
- 高島市

### 交差する道路
| 交差する道路                                  | 交差する場所 | 交差する場所      |
| --------------------------------------------- | ------------ | ----------------- |
| 滋賀県道296号畑勝野線 滋賀県道558号高島大津線 | 勝野         | 勝野交差点 / 終点 |

### 沿線
- JR西日本湖西線 近江高島駅
- 高島市民病院
- 滋賀銀行 高島支店